# Гагарина, Татьяна Алексеевна
Гагарина Татьяна Алексеевна (23 июля 1941, Старый Крым, Крымская АССР — 6 сентября 1991, Санкт-Петербург) — скульптор и поэтесса.
Наиболее известна своей скульптурной работой — памятником на могиле писателя Александра Грина в Старом Крыму. Стихи посвящены родной крымской природе.

## Биография
Родилась в семье педагогов Алексея Гагарина и Натальи Стамовой. Внучка известного в феодосийском уезде Гаврилы Дмитриевича Стамова (1885—1923).
В 1958 году поступила в Симферопольское художественное училище, педагоги и однокурсники отмечали её жизнелюбие и любознательность. Во время обучения много читала, особенно поэзию, от Брюсова до японских хайку и танка («короткая песня»), от Верлена до Тагора.
В 1962 году поступила в Академию художеств (Ленинград), ныне — Всероссийская Академия Художеств. Её дипломная работа была посвящена памяти А. Грина. Этой теме она оставалась верна и впоследствии. Ей принадлежит памятник на могиле А. С. Грина в Старом Крыму, установленный в 1980 году. В том же году перед фасадом Дома-музея А. С. Грина в Старом Крыму был установлен бюст писателя её работы.
Член Союза художников. Работала как скульптор в различных жанрах — от монументальных композиций до керамической бижутерии, принимала участие в художественных выставках Ленинграда и Москвы. На персональной выставке работ в Союзе художников СССР было представлено более 300 работ — далеко не все из её наследия.
Во время ежегодных походов исходила вдоль и поперек треугольник Коктебель — Феодосия — Старый Крым.
Автор стихов, посвящённых родной для неё природе Коктебеля. Многие её стихи были не опубликованы при жизни автора.
Трагически погибла в Ленинграде — сбита автомобилем при езде на велосипеде. Похоронена на коктебельском кладбище.
Материалы, посвященные жизни и творчеству Татьяны Гагариной, представлены в Литературно-художественном музее на её родине — городе Старый Крым.
- Могила А. С. Грина в Старом Крыму
- Могила Гагариной на Коктебельском кладбище

## Сочинения
Татьяна Гагарина. Моя Земля. Стихотворения. — Коктебель, 1995. — 42 с, 4 л. илл.